# Asta Östenius
Asta Svea Matilda Östenius, född Andersson den 28 maj 1919 i Uppsala, död 6 juli 2009 i Stockholm, var en svensk provkökschef, kokboksförfattare och folkbildare. Hon var bland annat ansvarig för Rutiga kokboken som blev en storsäljare under sent 1900-tal.

## Biografi
Asta Östenius var redan i unga år intresserad av matfrågor. Efter grundläggande studier blev de fortsatta studierna inriktade på hushållstekniska och ekonomiska ämnen — hon tog hushålls-och textillärarexamen på 1940-talet  vid Fackskolan för huslig ekonomi — och kompletterade med kurs i journalistik. I arbetet som lärare på restaurangskolan i Göteborg träffade hon sin blivande make, Sven Östenius, vilken också arbetade som lärare där. Strax efter deras giftermål 1952 blev han erbjuden en tjänst i Stockholm. Asta Östenius sökte och fick då den utlysta tjänsten som provkökschef på ICA. Makarna flyttade således till Stockholm där de i rask följd fick fyra barn.
ICA:s provkök var nyligen invigt och precis som föregångaren och närmaste konkurrenten, KF:s provkök, var ICA:s motsvarighet del i den folkbildning som på 1950-talet koncentrerade sig på kosthållning och näringsriktig mat. I KF:s provkök skapade Anna-Britt Agnsäter lämpliga mått för bak och matlagning, matpyramiden och storsäljaren Vår kokbok. ICA:s provkök följde efter. ICA-kuriren lyste ut recepttävlingar och i provköket testade Asta Östenius tillsammans med sina kollegor, däribland Maja-Lisa Furusjö, de tusentals recept som läsarna genom åren skickade in. Asta Östenius publicerade veckomatsedlar, där maten skulle vara nyttig och billig, och gjorde en färgglad och aptitretande plansch av den av Folkhälsan (föregångare till Livsmedelsverket) rekommenderade kostcirkeln. I provkökets testlaboratorium, vilket Asta Östenius initierade, testades ständigt nya varor och arbetsredskap.
Asta Östenius gav ut ett trettiotal recept- och kokböcker, men skötebarnet var Rutiga kokboken, 1980, där 1 500 recept samsades med handfasta råd och instruktioner för att slutresultatet skulle bli gott — och näringsriktigt. Den var således en grundkokbok som med sina drygt 800 000 sålda exemplar (2006) finns i många svenska hem.
Asta Östenius ägnade även fritiden åt matfrågor. I Lilla Sällskapet, som var en sammanslutning i syfte att främja svensk matkultur, var hon sekreterare och delaktig i att utdela utmärkelser till särskilt förtjänstfulla kockar.
Asta Östenius avled 2009, 90 år gammal.